# Franz Naegele
Franz Karl Naegele (Düsseldorf, 7 de diciembre de 1778-21 de enero de 1851) fue un obstetra alemán. Su hijo, Hermann Franz Naegele (1801-1851), también fue un destacado obstetra.

## Trayectoria
Obtuvo su título de médico en la Universidad de Bamberg y después abrió un consultorio médico en Barmen. En 1807 se convirtió en profesor asociado en la Universidad de Heidelberg, donde en 1810 fue nombrado profesor titular de obstetricia.
Se le recuerda por la «regla de Naegele», un método estándar para calcular la fecha prevista del embarazo. Su nombre también se debe a la «oblicuidad de Naegele», también conocida como asinclitismo anterior.
La pelvis de Naegele, una variedad de pelvis ósea contraída oblicuamente en la que hay un desarrollo detenido de una de las alas sacras, se nombró en su honor.